# Shotgun Saturday Night
Shotgun Saturday Night è stato un programma televisivo di wrestling prodotto dalla World Wrestling Federation. Fu trasmesso dal 4 gennaio 1997 al 21 agosto 1999.
Il concetto originale del programma era inedito per quel periodo in quanto veniva trasmesso nella tarda serata di sabato da club notturni di New York. La federazione presentò il programma come un prodotto più adulto rispetto agli altri suoi programmi settimanali, parzialmente come risposta alla popolarità crescente dell'Extreme Championship Wrestling.
Shotgun Saturday Night presentava inizialmente a causa delle sue particolari località un ring più piccolo di quello normale. Il programma era commentato inizialmente da Vince McMahon e Sunny, che furono poi sostituiti da Jim Ross e Brian Pillman durante la metà del 1997. Pillman fu cacciato dal suo posto di commentatore dopo aver aggredito un fan durante l'episodio di Shotgun del 28 giugno 1997.
La WWF mandò poi in onda un programma simile dal nome Shotgun, trasmesso di pomeriggio e meno violento della versione originale.